# Clitocybe marginella
Clitocybe marginella är en svampart som beskrevs av Harmaja 1969. Clitocybe marginella ingår i släktet Clitocybe och familjen Tricholomataceae.  Artens status i Sverige är: Ej påträffad. Inga underarter finns listade i Catalogue of Life.